# Pablo Rosario
Pablo Paulino Rosario (ur. 7 stycznia 1997 w Amsterdamie) – holenderski piłkarz dominikańskiego pochodzenia, grający na pozycji środkowego pomocnika we francuskim klubie OGC Nice. 
Wychowanek Almere City. Występował również w holenderskim PSV Eindhoven. Były młodzieżowy reprezentant Holandii.

## Kariera piłkarska
Swoją karierę piłkarską Rosario rozpoczął w 2007 w AVV Swift. Następnie grał w juniorach Feyenoordu (2008), AFC DWS (2008–2010), Ajaksu (2010–2014) i Almere City FC (2014–2015). W 2015 roku awansował do kadry pierwszego zespołu Almere City. 7 sierpnai 2015 zadebiutował w nim w drugiej lidze holenderskiej w zremisowanym 3:3 domowym meczu z VVV Venlo. W Almere City spędził rok.
Latem 2016 Rosario przeszedł do PSV Eindhoven, gdzie początkowo grał w młodzieżowym zespole. W 2017 roku awansował do pierwszego zespołu PSV. 27 sierpnia 2017 zadebiutował w nim w Eredivisie w wygranym 2:0 domowym meczu z Rodą JC Kerkrade, gdy w 85. minucie tego meczu zmienił Hirvinga Lozano. W sezonie 2017/2018 wywalczył z PSV mistrzostwo Holandii, a w sezonie 2018/2019 został wicemistrzem kraju.
| Sezon   | Klub           | Kraj     | Rozgrywki      | Mecze | Gole |
| ------- | -------------- | -------- | -------------- | ----- | ---- |
| 2015/16 | Almere City FC | Holandia | Eerste divisie | 34    | 3    |
| 2016/17 | Jong PSV       | Holandia | Eerste divisie | 31    | 7    |
| 2017/18 | PSV Eindhoven  | Holandia | Eredivisie     | 14    | 0    |
| 2017/18 | Jong PSV       | Holandia | Eerste divisie | 12    | 0    |
| 2018/19 | PSV Eindhoven  | Holandia | Eredivisie     | 32    | 0    |
| 2019/20 | PSV Eindhoven  | Holandia | Eredivisie     | 26    | 2    |

## Kariera reprezentacyjna
Rosario występował w młodzieżowych reprezentacjach Holandii – U-19, U-20 i U-21. W 2016 roku z kadrą U-19 wystąpił na Mistrzostwach Europy U-19. 16 października 2018 zadebiutował w reprezentacji Holandii w zremisowanym 1:1 towarzyskim meczu z Belgią, rozegranym w Brukseli. W 46. minucie tego meczu zmienił Matthijsa de Ligta.